# Radzymin
Radzymin [raˈd͡zɨmʲin] este un oraș din Polonia și una dintre suburbiile îndepărtate ale orașului Varșovia. Se află în powiatul Wołomin din Voievodatul Mazovia. Orașul are o populație de 8.818 locuitori (din 2008, dar comuna înconjurătoare este puternic populată și are 11.000 de locuitori în plus).

## Istorie

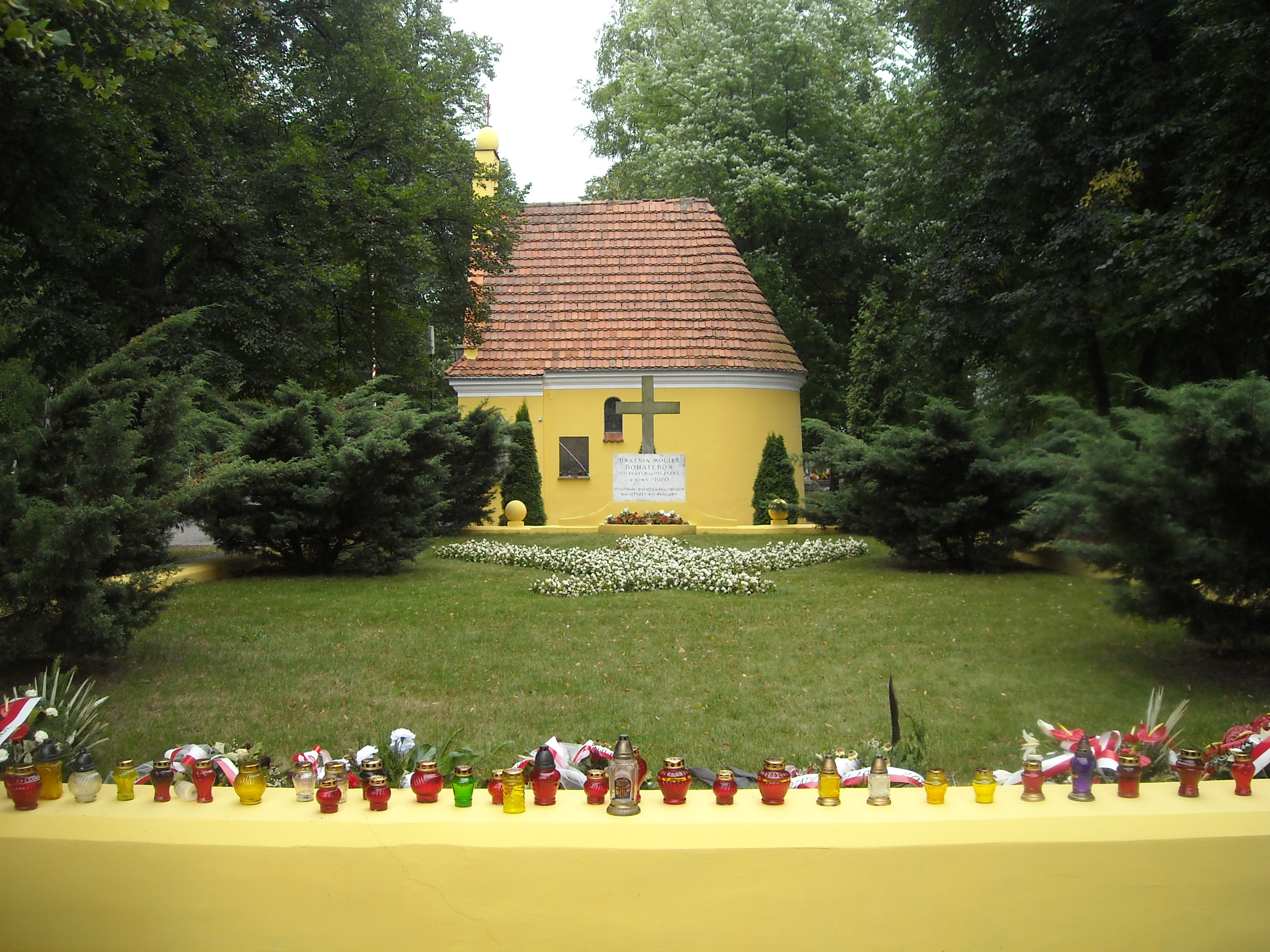
Mormântul trupelor poloneze căzute în bătălia de la Radzymin (1920)

Radzymin a fost fondat din Evul Mediu. A fost menționat într-un document al ducelui Boleslav al IV-lea al Varșoviei din anul 1440. I s-a acordat drepturi de oraș în 1475. După aceea, orașul a împărtășit soarta orașului din apropiere, Varșovia, aflat la 25 kilometri (16 mi). A fost un oraș privat deținut de nobilimea poloneză, situat administrativ în powiatul Varșovia din Voievodatul Mazovia din provincia Polonia Mare a Regatului Poloniei.
A fost anexat de Prusia la a treia împărțire a Poloniei în 1795. În 1807, a fost recâștigat de polonezi și a devenit parte, pentru scurt timp, din Ducatul Varșoviei. În timpul războiului austro-polonez din 1809, a fost locul bătăliei de la Radzymin (1809), care s-a încheiat cu o victorie a polonezilor. În urma dizolvării ducatului în 1815, orașul a căzut în subordinea Partiției Ruse a Poloniei. În timpul Insurecției poloneze din Ianuarie, la 30 iulie 1863, a avut loc o încăierare între insurgenții polonezi și soldații ruși. Soldații ruși au înconjurat o unitate de insurgenți polonezi, dar după o luptă scurtă polonezii au reușit să spargă încercuirea și să fugă spre Kałuszyn.
După Primul Război Mondial, în 1918, Polonia și-a recâștigat independența și controlul asupra orașului. În timpul războiului polono-sovietic, în august 1920, a fost locul bătăliei de la Radzymin (1920), în care polonezii i-au învins pe invadatorii ruși.
În urma invaziei comune germano-sovietice a Poloniei, care a declanșat cel de-Al Doilea Război Mondial în septembrie 1939, orașul a fost ocupat de Germania. În august 1944, a fost locul bătăliei de la Radzymin (1944) între Germania și trupele sovietice care avansau. Bătălia s-a încheiat cu o înfrângere a sovieticilor și încercuirea și distrugerea Corpului 3 de tancuri sovietic; nu este clar în ce măsură această înfrângere a contribuit la decizia sovietică de a nu ajuta Revolta de la Varșovia.

## Marecka Kolej Dojazdowa
Marecka Kolej Dojazdowa⁠(d) a fost o cale ferată cu ecartament îngust din Polonia, care leagă Varșovia cu Marki și Radzymin. A funcționat între 1896 și 1974.

## Sport
Clubul local de fotbal este Mazur Radzymin. Acesta concurează în ligile inferioare.

## Persoane notabile
- Yaakov Aryeh Guterman⁠(d) (1792-1874), rebbe hasidic
- Jan Baudouin de Courtenay⁠(d) (1845–1929), lingvist, cel mai bine cunoscut pentru teoria sa a fonemului și a alternanțelor fonetice
- Julian Ochorowicz⁠(d) (1850–1917), filozof, psiholog, inventator, poet și publicist
- Isaac Bashevis Singer (1903–1991), scriitor și laureat al Premiului Nobel pentru Literatură (născut în Leoncin⁠(d), dar a trăit în Radzymin în timpul copilăriei sale, deși unele surse susțin că Radzymin este locul său de naștere).
- Leon Weinstein⁠(d) (1910-2011), luptător de rezistență polonez